# Глевіле (комуна)
Глевіле (рум. Glăvile) — комуна у повіті Вилча в Румунії. До складу комуни входять такі села (дані про населення за 2002 рік):
- Аніноаса (323 особи)
- Войкуляса (94 особи)
- Глевіле (1272 особи) — адміністративний центр комуни
- Жароштя (61 особа)
- Олтянка (837 осіб)

Комуна розташована на відстані 160 км на захід від Бухареста, 36 км на південний захід від Римніку-Вилчі, 60 км на північний схід від Крайови, 147 км на південний захід від Брашова.

## Населення
За даними перепису населення 2002 року у комуні проживали 2587 осіб.
Національний склад населення комуни:
| Національність | Кількість осіб | Відсоток |
| -------------- | -------------- | -------- |
| румуни         | 2582           | 99,8%    |
| угорці         | 5              | 0,2%     |

Рідною мовою назвали:
| Мова      | Кількість осіб | Відсоток |
| --------- | -------------- | -------- |
| румунська | 2582           | 99,8%    |
| угорська  | 5              | 0,2%     |

Склад населення комуни за віросповіданням:
| Релігія       | Кількість осіб | Відсоток |
| ------------- | -------------- | -------- |
| православні   | 2559           | 98,9%    |
| баптисти      | 17             | 0,7%     |
| римо-католики | 6              | 0,2%     |
| бретрени      | 3              | 0,1%     |
| п'ятдесятники | 2              | 0,1%     |